# Прапор Царичанського району
Пра́пор Царича́нського райо́ну затверджений 29 березня 2004 р. 14-ю сесією Царичанської районної ради XXIV скликання.

## Опис
Прапор Царичанського району являє собою біле полотнище, розміром 2:3, обрамлене по периметру трьома кольоровими лініями: блакитною, червоною та зеленою, які відповідають кольорам герба району. У лівій верхній частині прапора зображення герба району.

## Джерело
- Царичанська РДА